# Platja des Marquès
La platja des Marquès o des Estanys o inclús també coneguda com es Molí de s'Estany, i a vegades erròniament anomenada es Coto (no s'ha de confondre, ja que n'és la platja propera a ella). És una platja situada a l'extrem oriental de la Badia de sa Ràpita o des Migjorn, a l'extrem meridional de l'illa de Mallorca. La platja constitueix la partió entre els municipis de Campos, que n'ocupa la major part, i ses Salines, que n'ocupa els primers metres, i té una orientació general NNE-SSW. La platja s'estén des del nucli turístic de la Colònia de Sant Jordi fins a la Punta de sa Llova, en una extensió d'una mica més de 500 metres, bordejant la finca de ses Arenes.
La platja des Marquès és la primera de les idíl·liques platges de Campos si s'accedeix als arenals des de la Colònia de Sant Jordi i és, juntament amb la platja de sa Ràpita, la més massificada del conjunt, pel fer que l'accés és molt senzill des del nucli turístic de la Colònia de Sant Jordi. Tot i que es tracta d'una platja verge, té hotels molt a prop que contribueixen a la seva massificació als mesos d'estiu.
La platja compta amb servei de bar, hamaques i lloguer d'embarcacions esportives de vela, per a les quals s'ha creat un canal. Es troba abalisada per tal de protegir els banyistes impedint l'aproximació d'embarcacions a la costa, temptació difícil d'evitar perquè les seves aigües solen ser molt tranquil·les. És la platja amb més desnivell de les platges de Campos, però tot i així, el desnivell és més aviat escàs. La seva arena és blanca i molt fina.
Pel fet de trobar-se molt resguardada, la platja constitueix un bon refugi per a la navegació: es troba protegida de pràcticament tots els vents. A pesar d'això, hi penetren les onades dels temporals de ponent i llebeig. És un refugi excel·lent en situacions de vent de llevant. Cal anar amb compte amb els illots propers: la platja està envoltada per l'illot de sa Llova al nord i per l'illot Gros i na Llarga al sud. En el pas entre aquests illots i la costa és important vigilar el calat.
L'origen del nom prové que a les proxemitats de la platja s'hi localitzen les salines de sa Vall localment conegudes com ets Estanys, propietat del Marquès del Palmer (Família Descatlar).